# Estadio Oleksiy Butovskyi Vorskla
El estadio Oleksiy Butovsky Vorskla (en ucraniano: Стадіон «Ворскла» імені Олексія Бутовського) es un estadio multiusos de Poltava (Ucrania). En la actualidad se utiliza sobre todo para partidos de fútbol y es la sede del FC Vorskla Poltava. El estadio fue inaugurado el 25 de mayo de 1951 y tiene capacidad para 24 795 espectadores sentados.
Ubicado cerca del centro de la ciudad, justo al norte de la Plaza Redonda de Poltava, es el mayor estadio de la región de Poltava.

## Historia
El estadio fue denominado originalmente Urozhai y fue inaugurado el 25 de mayo de 1951, con una capacidad para 7.500 espectadores. Entre 1956–1963 fue llamado Kolhospnyk y después Kolos (1956–1990). En ese periodo, el estadio fue remodelado intensamente en 1974. En 1990 fue renombrado estadio Vorskla —debido al nombre del club de la ciudad— y en 2000 la fachada del estadio fue renovada. En 2008 fue renombrado Oleksiy Butovsky Vorskla, nombre que mantiene en la actualidad.
En ese mismo se instaló en el estadio una pantalla de color. La renovación se hizo para preparar el recinto con motivo de la Supercopa de Ucrania, que se iba a disputar en el estadio. La copa ha viajado fuera de Odessa por primera vez debido a trabajos de renovación en el estadio Chornomorets, sede anual para el partido por el título.
Después de tres años, el 5 de julio de 2011, el estadio volvió a acoger el partido de la Supercopa de Ucrania, que de nuevo enfrentó al Shakhtar y al Dynamo. Esta vez la victoria fue para el equipo de Kiev, que ganó 3-1.

## Imágenes

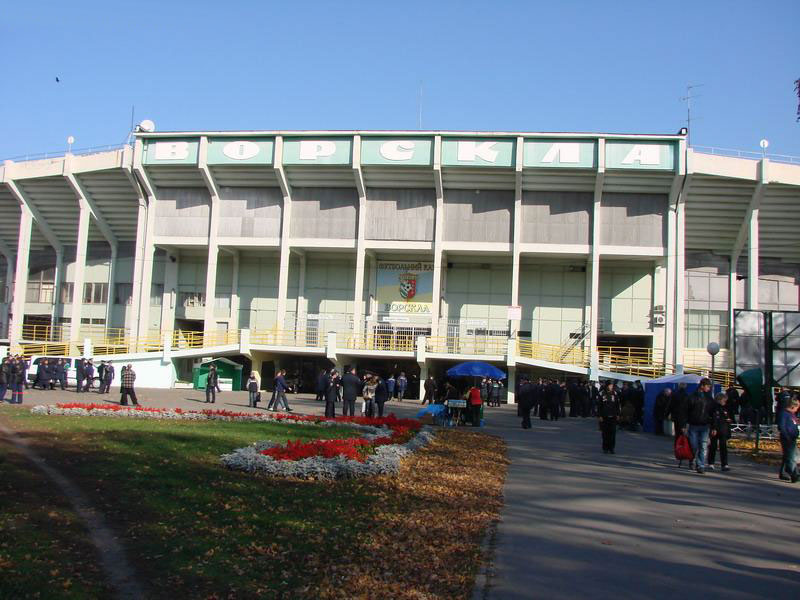
Entrada principal.
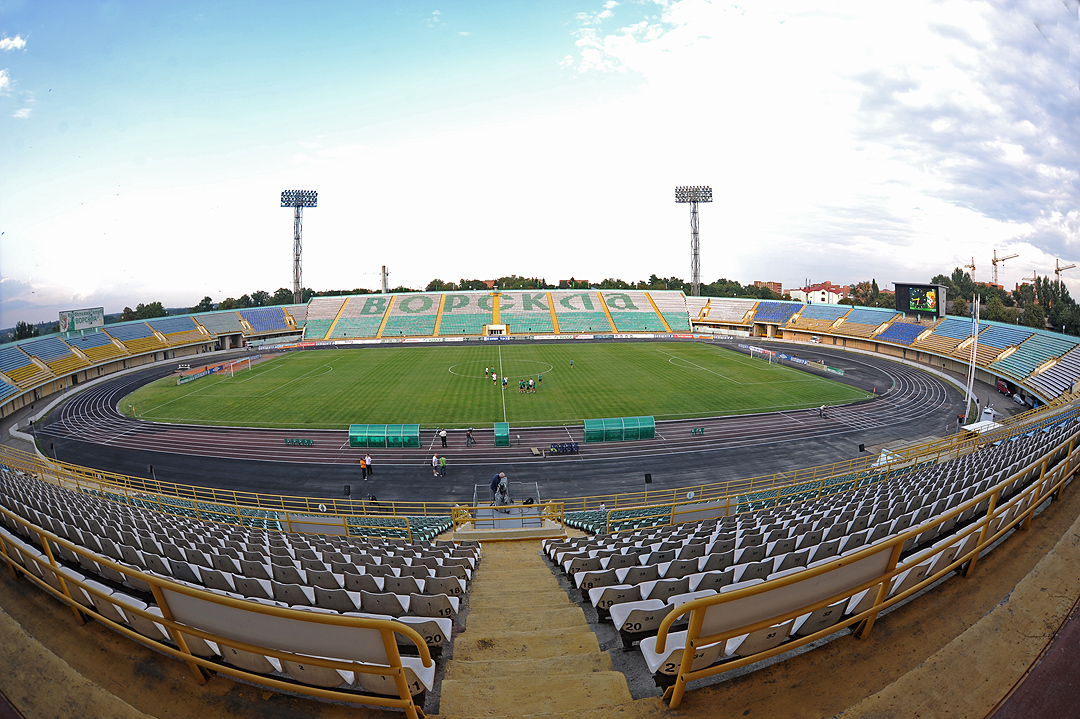
Imagen panorámica.
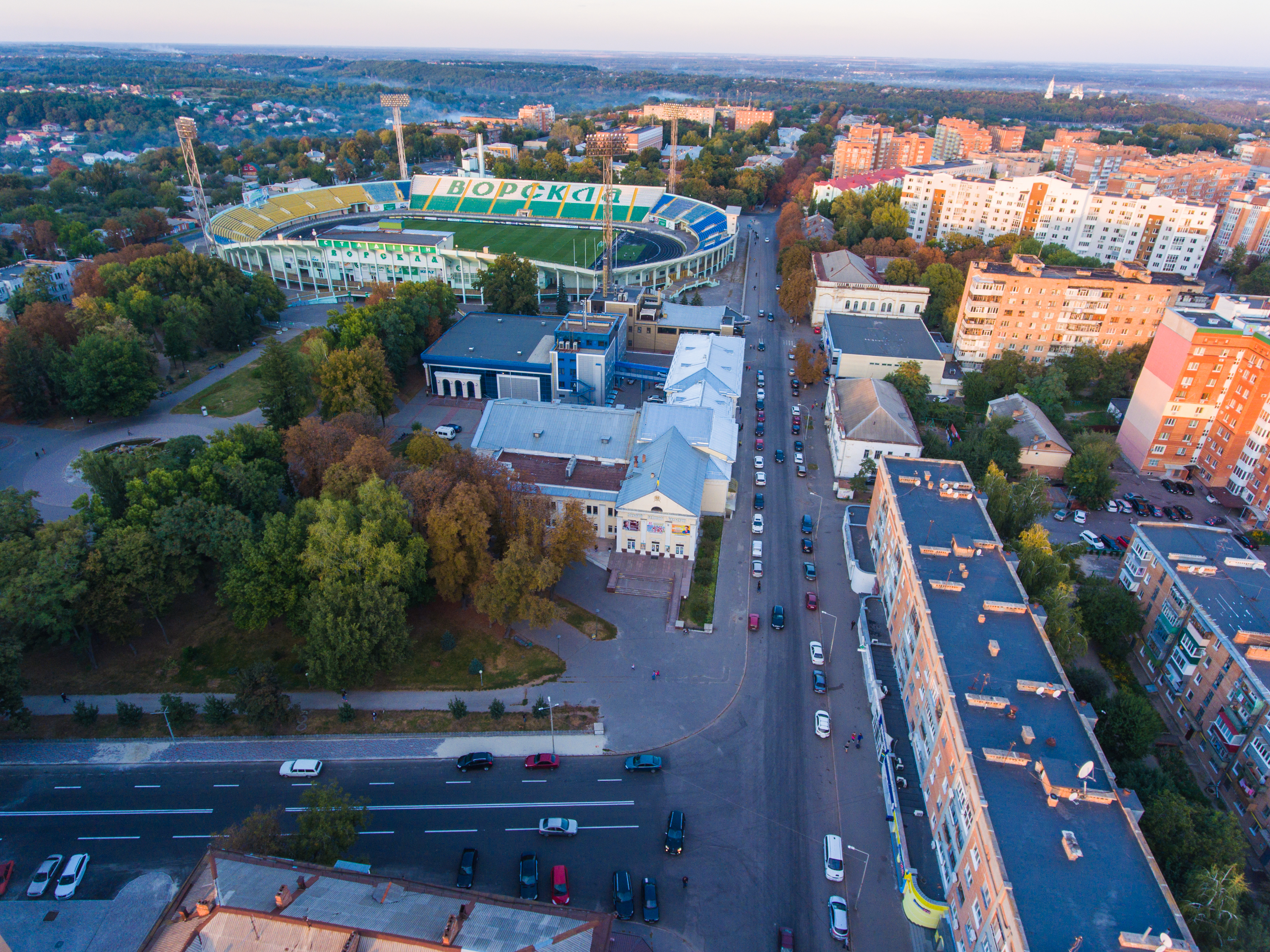
Imagen aérea.